# Acacia costiniana
Acacia costiniana é uma espécie de leguminosa do gênero Acacia, pertencente à família Fabaceae.